# Geissospermum
Genre
Classification phylogénétique
Geissospermum Allemão  est un genre de plantes à fleurs de la famille des Apocynacées. Ce sont des arbres. Il inclut le Pao pereira.

## Caractéristiques du genre
Miers le décrit dans son livre On the Apocynaceae of South America, où il donne les principales caractéristiques du genre : 

Feuilles alternées. Inflorescence extra-axillaire, corolle en forme de plateau avec des segments montrant une convolution dextre ; anthères cordées.
Dans la même section, il cite la description en latin de Allemão :

Sepala : 5, lanceolata aut ovata, immo in cupulam brevissimam connata, intus squamula minuta annulo pilorum intermixta instructa.
Corolla : hypocrateriformis ; tubus : cylindricus infra faucem paullo inflatus et ibi obsolete plicatus, intus annulo pilorum signatus ; segmenta : oblonga, obtusa, vix inæquilatera, in æstivatione paullo dextrorsum convoluta, tubo sub-breviora.
Stamina : 5, inflatione tubi inclusa ; filamenta : brevia, retrorsum pilosa ; antheræ : subovatæ, apiculatæ, immo emarginato-bilobæ.
Discus : urceolatus, membranaceus, ovaria fere abscondens.
Ovaria : 2, ovata, discreta, pilosa ; stylus : simplex ; clavuncula : incrassata, ad antheras agglutinata ; stigmata : 2, breviter obtusa, terminalia.
Folliculi : 2, valde divaricati, oblongi, immo rotundati, apice sensim acutati, baccati, ventre sutura crassa dehiscentes, marginibus profunde introflexis et placentiferis.
Semina : ex utraque placenta 2-5, subcompresse ovata, uno latere, in centro, hilo signata, hoc ad funiculum subcarnosum peltatim affixa, primum in hunc semiimmersa, dein sua prolongatione a plcenta suspensa ; testa : calva, chartacea ; tegumen : membranaceum ; albumen : tenuiter corneum ; embryo : heterotropus co subbrevior ; cotyledones : 2, cordato, deltoideæ, foliaceæ ; radicula : teres, ad summum spectans, dimidia longitudine cotyledonum.
Synonyme : Wheelera Schreb., Gen. Pl. 2: 725 (1791).

## Espèces

### Noms d'espèces acceptés
La « World checklist of selected plant families » admet 6 noms d'espèces acceptés :
- Geissospermum argenteum Woodson, Lloydia[3] 2, page 207 (1929)
- Geissospermum fuscum Markgr., Acta Bot. Venez. 13, page 353 (1978)
- Geissospermum laeve (Vell.) Miers, Apocyn. S. Amer., page 84 (1878)
- Geissospermum reticulatum A.H. Gentry, Ann. Missouri Bot. Gard. 71, page 1078 (1984 publ. 1985)
- Geissospermum sericeum Miers, Apocyn. S. Amer. page 86 (1878)
- Geissospermum urceolatum A.H. Gentry, Ann. Missouri Bot. Gard. 71, page 1078 (1984 publ. 1985)

### Synonymes
En plus de ces noms, on trouve aussi les synonymes suivants (qui ne sont pas acceptés en taxonomie végétale) :
- Geissospermum excelsum Kuhlm., Arq. Inst. Biol. Veg. 2: 89 (1935). Ce nom est indiqué comme synonyme de Aspidosperma carapanauba Pichon, Bull. Mus. Natl. Hist. Nat., II, 19: 365 (1948)  dans World Checklist (WCSP)[4]
- Geissospermum martianum Miers, Apocyn. S. Amer.: 84 (1878)[1]. Ce nom est indiqué comme synonyme de Geissospermum laeve (Vell.) Miers, Apocyn. S. Amer.: 84 (1878) dans World Checklist (WCSP)[4], et Tabernaemontana cymosa Mart. MS (non  Jacq.) par Miers[1]
- Geissospermum myristicifolium Markgr., Notizbl. Bot. Gart. Berlin-Dahlem 11: 787 (1933). Ce nom est indiqué comme synonyme de Aspidosperma myristicifolium (Markgr.) Woodson, Ann. Missouri Bot. Gard. 38: 169 (1951) dans World Checklist (WCSP)[4]
- Geissospermum ramiflorum (Müll. Arg.) Miers, Apocyn. S. Amer.: 85[1] (1878). Ce nom est indiqué comme synonyme de Aspidosperma ramiflorum Müll.Arg. in C.F.P.von Martius & auct. suc. (eds.), Fl. Bras. 6(1): 55 (1860) dans World Checklist (WCSP)[4] ; et de Aspidosperma ? ramiflorum Müll. I. e. p. 55 par Miers, avec le point d'interrogation indiquant l'idée de Müller que cet arbre s'accordait mal avec  Aspidosperma[1]
- Geissospermum solandri Miers, Apocyn. S. Amer.: 85 (1878)[1]. Ce nom est indiqué comme “ déplacé ” dans World Checklist (WCSP)[4]
- Geissospermum vellosii Allemão, Pl. Novas Brasil: 707 (1846). Ce nom est indiqué comme synonyme de Geissospermum laeve (Vell.) Miers, Apocyn. S. Amer.: 84 (1878) dans World Checklist (WCSP)[4]

### Problèmes d'identification
Les descriptions des espèces respectives sont difficiles à trouver. À ce jour les seules fiables semblent être celles de Miers, qui lui aussi dénombrait 6 espèces, toutes selon lui originaires du Brésil. Il en fournit des descriptions détaillées, mais un seul des noms qu'il a employés (Geissospermum laeve) se retrouve dans la nomenclature acceptée de nos jours. De nombreux auteurs qui étudient le Pao pereira assimilent G. laeve à G. vellosii , ou réciproquement, les deux accompagnés de diverses précisions G. laeve (Vell.) Miers, G. laeve (Vell.) Baill., G. vellosii  Allemão ; on trouve aussi le nom Tabernaemontana laevis Vell. Or Miers établit une claire distinction entre son G. vellosii' et G. laeve (voir plus bas), entre par la taille puisque le premier est beaucoup plus grand que le deuxième.

#### Descriptions de Miers
- Geissospermum vellosii Allemão, Pl. Novas Brasil: 707 (1846)

Arbre très grand, au tronc couvert d'écorce très épaisse et possédant une écorce interne lamellaire apparemment non laiteuse.
Branches flexibles, groupées par double groupes de trois ; petites branches  droites, grises-duveteuses, devenant lisses. Axiles séparées par 1,2 cm.
Feuilles alternées, pennées, elliptiques, étroites à la base, oblancéolées, aux bords très ondulés, texture ressemblant au papier, les plus jeunes couvertes de poils gris, avec des nervures proéminentes des deux côtés, de 5 à 7,5 cm de long et de 2,5 à 3,8 cm de large, sur des pétioles de 5 à 7,5 cm de long.
Panicules placés 1,5 cm en dessus ou au-dessous des axiles ; pédoncule solide, anguleux, de 3 cm de long, ses deux branches étant de 1,5 cm de long, bractéolées, portant chacune en leur sommet 3 à 4 fleurs fasciculées sur des pédicelles de 0,7 cm de long. Sépales lancéolés de 1,2 cm de long, fusionnés à la base, couverts d'un duvet  grisâtre. Tube de la corolle de 3 cm de long, cylindrique, anguleux, pileux à l'extérieur, glabre à l'intérieur sauf pour un anneau pileux étroit à l'embouchure elle-même contractée puis qui va s'élargissant ; segments oblongs, obtus, de 2,3 cm de long, légèrement convolutés à dextre en bourgeon. Anthères libres, ovate, cordées, sur de courts filaments pubescents ; disque de l'ovaire très pileux cachant les ovaires ; follicules étalés, de 5 cm de long et 2,5 cm de large, avec un péricarpe épais de 2,3 cm, 2 placenta suturants agglutinés ensemble atteignant presque le côté opposé de la cellule, chacun portant de 4 à 5 graines sur sa face extérieure, leurs sommets se recouvrant l'un l'autre. Graines ovoïdes, de 5,3 cm de long et 3 cm de large, avec une cavité (hylum) centrale sur une face par laquelle elles sont attachées à un funicule charnu dans lequel elles sont à moitié encaissées. Embryon dans un albumen fin, avec 2 cotylédons cordés et un radicule long de la moitié de la longueur des cotylédons et pointant vers l'apex du follicule.
- Geissospermum laeve (Vell.) Miers, Apocyn. S. Amer., page 84 (1878)

Arbre beaucoup plus petit que le Geissospermum vellosii décrit par Miers et Allemão, mais que - selon Miers - Allemão assimilait à ce dernier. Miers cite les traits qui le distinguent de son G. vellosii :
Les petites branches sont glabres (et non duveteuses) ; les feuilles sont beaucoup plus étroites et sont lancéolées (et non elliptiques) avec des bords crénelés (et non ondulés), glabres (et non pubescentes) ; il a des racèmes courts et simples portent 2 ou 3 fleurs (et non un panicule composé portant 8 fleurs) ; le calice et la corolle sont glabres à l'extérieur (et non pubescents) ; ses follicules sont très pointus et courbés à l'apex ; son péricarpe est plus épais, glabre et jaune, rempli d'un fluide laiteux, contient 4 graines (et non 8 ou 10 graines).
Velloso indique des feuilles glabres lancéolées de 5 à 7 cm de longueur, 2 à 2,5 cm de largeur, aux bords crénelés, se tenant sur des pétioles de 3,8 à 5 cm de longueur. Le pédoncule de l'inflorescence extra-auxiliaire est long de 2,3 cm et supporte en général 3, parfois seulement 2 pédicelles bractéolés sub-alternés de 3,8 à 5 cm de longueur. Les sépales pointus glabres et mesurent 1,2 cm de longueur. La corolle blanc-jaune, glabre à l'extérieur, est entièrement poilue à l'intérieur. Elle a un tube cylindrique de 4,5 cm de long, avec des segments oblongs longs de 3,5 cm, légèrement convolutés en bourgeon. 2 follicules oblongs étalés, arrondis à la base, sont terminés par une pointe aiguë très recourbée ; ils mesurent 6,3 cm de longueur et 3,1 cm de largeur, et chacun contient 4 graines. Les graines sont ovales, compressées, de 6 cm de long et 4,5 cm de large ; elles sont à moitié immergées dans un funicule blanc succulent.
- Geissospermum martianum Miers, Apocyn. S. Amer.: 84 (1878)

Miers dit de cette espèce qu'elle ressemble beaucoup à son Geissospermum vellosii.
- Geissospermum ramiflorum (Müll. Arg.) Miers, Apocyn. S. Amer.: 85 (1878)
- Geissospermum solandri Miers, Apocyn. S. Amer.: 85 (1878)

Miers cite également le nom Wheeleria alternifolia Sol. pour cette espèce. Par ailleurs il mentionne le Wheeleria oppositifolia Sol, décrit sous le nom de Thyrsanthus velutinus.
Les fleurs de G. solandri sont plus petites que celles des autres Geissospermum.
- Geissospermum sericeum Benth. & Hook.

Miers cite également le nom Thyrsanthus sericeum.

## Répartition
Amérique subtropicale : Guyane française, Guyana, Suriname, Venezuela, Pérou, Bélize, Brésil, BZN.

## Usages
- Anti-malaria, usage préventif et curatif : G. laeve et G. sericeum[8].
- inhibition de la  cholinestérase : G. vellosii, identifié comme G. laeve (Vell) Miers, G. laeve (Vell) Baillon et Tabernaemontana laevis (Vell)[9].
- Hypertension : G. laeve[10].
- Indigestion, appétit : G. laeve[5].

## Publication originale
- Allemão, 1846. Pl. Novas Brasil: 707[2].